# دوري جامايكا الممتاز 2009–10
دوري جامايكا الممتاز 2009–10 هو الموسم 36 من دوري جامايكا الممتاز. كان عدد الأندية المشاركة فيه 12، وفاز فيه نادي هاربور فيو.